# Treat You Better
 (juillet 2019).
Si vous disposez d'ouvrages ou d'articles de référence ou si vous connaissez des sites web de qualité traitant du thème abordé ici, merci de compléter l'article en donnant les références utiles à sa vérifiabilité et en les liant à la section « Notes et références ».
Singles de Shawn Mendes
I Know What You Did Last Summer
(2015) Mercy
(2016)
Treat You Better est une chanson interprétée par le chanteur canadien Shawn Mendes. Le titre est issu du deuxième album studio du chanteur, Illuminate (2016).
La chanson atteint la 6e place du Billboard Hot 100 et dépasse 2 milliards de vues sur YouTube.